# کلاته نیش کش
کلاته نیش کش، روستایی از توابع بخش مرکزی شهرستان اسفراین در استان خراسان شمالی ایران است.

## جمعیت
این روستا در دهستان زرق آباد قرار دارد و براساس سرشماری مرکز آمار ایران در سال ۱۳۸۵، جمعیت آن ۶۲ نفر (۱۵خانوار) بوده‌است.